# Trofej prvakinja 1993. (hokej na travi)
4. Trofej prvakinja se održao 1993. godine.

## Mjesto i vrijeme održavanja
Održao se od 22. do 29. kolovoza 1993.
Utakmice su se igrale u nizozemskom gradu Amstelveenu na stadionu Wagener.

## Natjecateljski sustav
Ovaj turnir se igralo po jednostrukom ligaškom sustavu. Za pobjedu se dobivalo 2 boda, za neriješeno 1 bod, a za poraz nijedan bod. 
Nakon ligaškog dijela, igralo se za poredak. Prva i druga djevojčad na ljestvici je doigravala za zlatno odličje, treće i četvrte za brončano odličje, a pete i šeste na ljestvici za 5. i 6. mjesto.
Susrete se igralo na umjetnoj travi.

## Sudionice
Sudjelovale su djevojčadi: domaćina Nizozemska, braniteljica naslova Australija, Njemačka, J. Koreja, Uj. Kraljevstvo i Španjolska.

## Sastavi

### Australija
Trener: Ric Charlesworth
| - ( 1.) Justine Sowry (vratarka) - ( 2.) Tammy Ghisalberti - ( 3.) Liane Tooth (kapetanica) - ( 4.) Alyson Annan - ( 5.) Juliet Haslam - ( 6.) Jenny Morris - ( 7.) Alison Peek - ( 8.) Lisa Powell | - ( 9.) Karen Marsden (vratarka) - (10.) Kate Starre - (11.) Sally Carbon - (12.) Jackie Pereira - (13.) Nova Perris - (14.) Rechelle Hawkes - (15.) Sharon Buchanan - (16.) Michelle Andrews |

### Njemačka
Trener: Rüdiger Hanel
| - ( 1.) Bianca Weiss (vratarka) - ( 2.) ??? - ( 3.) Ilhelm Merabet - ( 4.) Susanne Müller - ( 5.) Nadine Ernsting-Krienke - ( 6.) Simone Thomaschinski - ( 7.) Irina Kuhnt - ( 8.) Melanie Cremer | - ( 9.) Franziska Hentschel (kapetanica) - (10.) Inga Möller - (11.) Eva Hagenbäumer - (12.) Britta Becker - (13.) Julia Backhaus - (14.) Philippa Suxdorf - (15.) Heike Lätzsch - (16.) Katrin Kauschke |

### Uj. Kraljevstvo
Trener: Sue Slocombe
| - ( 1.) Tracey Robb (vratarka) - ( 2.) Hilary Rose (vratarka) - ( 3.) Mandy Davies - ( 4.) Jane Smith - ( 5.) Lucy Youngs - ( 6.) Jill Atkins (kapetanica) - ( 7.) Linda Watkin - ( 8.) Samantha Wright | - ( 9.) Sally Gibson - (10.) Alison Swindlehurst - (11.) Christine Cook - (12.) Pauline Robertson - (13.) Gill Messenger - (14.) Susan Fraser - (15.) Kathryn Johnson - (16.) Susan MacDonald |

### Nizozemska
Trener: Bert Wentink

Menedžer: Mieke van den Akker
| - ( 1.) Carina Bleeker (vratarka) - ( 2.) Daphne Touw (vratarka) - ( 3.) Machteld Derks - ( 4.) Willemijn Duyster - ( 5.) Ingeborg Evenblij - ( 6.) Jeannette Lewin - ( 7.) Hanneke Smabers - ( 8.) Harriët Dijsselhof | - ( 9.) Liesbeth van Gent - (10.) Mieketine Wouters - (11.) Ingrid Appels - (12.) Wendy Fortuin - (13.) Noor Holsboer (kapetanica) - (14.) Cécile Vinke - (15.) Frederiek Grijpma - (16.) Suzan van der Wielen |

### J. Koreja
Trener: Kim Chang-Back
| - ( 1.) You Jae-Sook (vratarka)' - ( 2.) Lee Soon-Mi - ( 3.) Chang Eun-Jung - ( 4.) Ro Min-Ha - ( 5.) Lee Seon-Young - ( 6.) Kim Myung-Ok - ( 7.) Lee Eun-Young - ( 8.) Lee Ji-Young | - ( 9.) Lee Eun-Kyung - (10.) Yang Dong-Sook - (11.) Ro Young-Mi - (12.) Kwon Soon-Hyun - (13.) Shin Yoo-Ri - (14.) Lee Kui-Joo - (15.) Kwon Chang-Sook - (16.) Jin Deok-San (vratarka) |

### Španjolska
Trener: José Brasa
| - ( 1.) Elena Carrión (vratarka) - ( 2.) Erdoitza Goichoechea - ( 3.) Virginia Ramírez (kapetanica) - ( 4.) María Carmen Barea - ( 5.) Ivet Imbers - ( 6.) Elixabete Yarza - ( 7.) María Ángeles Rodríguez - ( 8.) Sonia Barrio | - ( 9.) María Cruz González - (10.) Rosario Teva - (11.) Carmen Martín - (12.) Felisa Melero - (13.) Begona Larzabal - (14.) Fatima Lasso - (15.) Sonia de Ignacio - (16.) María Isabel Martínez (vratarka) |

## Rezultati prvog dijela
- nedjelja, 22. kolovoza 1993.

| 12:00                                  |       |                 |                              |
| Australija                             | 2 : 0 | Uj. Kraljevstvo | Suci: Lee Mi-Ok Laura Crespo |
| Michelle Andrews 35.' Lisa Powell 63.' |       |                 | Suci: Lee Mi-Ok Laura Crespo |

| 14:00                                                                   |       |            |                                   |
| Nizozemska                                                              | 3 : 0 | Španjolska | Suci: Peri Buckley Gina Spitaleri |
| Hanneke Smabers 5.'(k.u.) Mieketine Wouters 12.' Mieketine Wouters 60.' |       |            | Suci: Peri Buckley Gina Spitaleri |

| 16:00                    |       |                     |                                |
| Njemačka                 | 1 : 1 | J. Koreja           | Suci: Edna Rutten Angela Lario |
| Franziska Hentschel 14.' |       | Yang Dong-Sook 58.' | Suci: Edna Rutten Angela Lario |

- ponedjeljak, 23. kolovoza 1993.

| 15:00                                                     |       |                   |                                |
| J. Koreja                                                 | 3 : 1 | Uj. Kraljevstvo   | Suci: Peri Buckley Edna Rutten |
| Lee Ji-Young 13.'(k.u.) Ro Young-Mi 32.' Lee Kui-Joo 46.' |       | Sally Gibson 54.' | Suci: Peri Buckley Edna Rutten |

| 17:00            |       | |                                   |
| Španjolska       | 1 : 8 | Australija | Suci: Lee Mi-Ok Miriam van Gemert |
| Ivet Imbers 66.' |       | Kate Starre 10.'(k.u.) Sharon Buchanan 27.' Rechelle Hawkes 30.' Jackie Pereira 33.' Alyson Annan 41.' (k.u/k) Juliet Haslam 56.'(k.u/k) Lisa Powell 69.' Lisa Powell 70.' | Suci: Lee Mi-Ok Miriam van Gemert |

| 19:00                    |       |          |                                |
| Nizozemska               | 1 : 0 | Njemačka | Suci: Gill Clarke Laura Crespo |
| Cécile Vinke 48.'(k.u/k) |       |          | Suci: Gill Clarke Laura Crespo |

- srijeda, 25. kolovoza 1993.

| 15:00                             |       |            |                              |
| Uj. Kraljevstvo                   | 2 : 0 | Španjolska | Suci: Hu Yufang Peri Buckley |
| Jane Smith 50.' Sally Gibson 65.' |       |            | Suci: Hu Yufang Peri Buckley |

| 17:00               |       |          |                                     |
| Australija          | 1 : 0 | Njemačka | Suci: Gill Clarke Miriam van Gemert |
| Jackie Pereira 30.' |       |          | Suci: Gill Clarke Miriam van Gemert |

| 19:00      |       |           |                                   |
| Nizozemska | 0 : 0 | J. Koreja | Suci: Angela Lario Gina Spitaleri |
|            |       |           | Suci: Angela Lario Gina Spitaleri |

- četvrtak, 26. kolovoza 1993.

| 15:00      |       |                                                                   |                                |
| Španjolska | 0 : 3 | Njemačka                                                          | Suci: Laura Crespo Edna Rutten |
|            |       | Franziska Hentschel 9.' Irina Kuhnt 31.' Franziska Hentschel 46.' | Suci: Laura Crespo Edna Rutten |

| 17:00                                                                                |       |           |                                      |
| Australija                                                                           | 4 : 0 | J. Koreja | Suci: Angela Lario Miriam van Gemert |
| Alyson Annan 15.'(k.u.) Lisa Powell 35.' Sally Carbon 40.' Juliet Haslam 70.'(k.u/k) |       |           | Suci: Angela Lario Miriam van Gemert |

| 19:00                                                                               |       |                 |                              |
| Nizozemska                                                                          | 3 : 0 | Uj. Kraljevstvo | Suci: Peri Buckley Lee Mi-Ok |
| Suzan van der Wielen 10.'(k.u/k) Hanneke Smabers 51.' Frederiek Grijpma 66.'(k.u/k) |       |                 | Suci: Peri Buckley Lee Mi-Ok |

- Saturday 28. kolovoza 1993.

| 13:00      |       |                             |  |
| Španjolska | 0 : 7 | J. Koreja                   |  |
|            |       | nema podataka o strijelcima |  |

| 15:00                       |       |                             |  |
| Njemačka                    | 2 : 2 | Uj. Kraljevstvo             |  |
| nema podataka o strijelcima |       | nema podataka o strijelcima |  |

| 17:00           |       |                             |  |
| Nizozemska      | 1 : 2 | Australija                  |  |
| Hanneke Smabers |       | nema podataka o strijelcima |  |

### Poredak nakon prvog dijela
```
 1. 
 Australija           5    5    0    0     (17: 2)      
10
 
 2. 
 Nizozemska           5    3    1    1     ( 8: 2)       
7

 3. 
 J. Koreja            5    2    2    1     (11: 6)       
6

 4. 
 Njemačka             5    1    2    2     ( 6: 5)       
4
 
 5. 
 Uj. Kraljevstvo      5    1    1    3     ( 5:10)       
3
 
 6. 
 Španjolska           5    0    0    5     ( 1:23)       
0
```

## Doigravanje
- za 5. mjesto
- nedjelja, 29. kolovoza 1993.

| 10:00           |       |                              |                                 |
| Uj. Kraljevstvo | 0 : 1 | Španjolska                   | Suci: Peri Buckley Laura Crespo |
|                 |       | Sonia de Ignacio 49.'(k.u/k) | Suci: Peri Buckley Laura Crespo |

- za brončano odličje
- nedjelja, 29. kolovoza 1993.

| 12:00     |       |                                                    |                                     |
| J. Koreja | 0 : 2 | Njemačka                                           | Suci: Gill Clarke Miriam van Gemert |
|           |       | Franziska Hentschel 14.'(k.u/k) Heike Lätzsch 60.' | Suci: Gill Clarke Miriam van Gemert |

- za zlatno odličje
- nedjelja, 29. kolovoza 1993.

| 14:00        |       |               |                                |
| Nizozemska   | 1 : 1 | Australija    | Suci: Lee Mi-Ok Gina Spitaleri |
| Cécile Vinke |       | nema podataka | Suci: Lee Mi-Ok Gina Spitaleri |

### Konačna ljestvica
| Mj. | Momčad          |
| --- | --------------- |
| 1.  | Australija      |
| 2.  | Nizozemska      |
| 3.  | Njemačka        |
| 4.  | J. Koreja       |
| 5.  | Španjolska      |
| 6.  | Uj. Kraljevstvo |

| Pobjednice              |
| ----------------------- |
| Australija Drugi naslov |

## Najbolje sudionice
| Hokejašica          | Pogodaka  |
| ------------------- | --------- |
| Lisa Powell         | 3 pogotka |
| Franziska Hentschel | 3 pogotka |
| Yang Dong-Sook      | 3 pogotka |